# Найф (приток Миссури)
Найф (англ. Knife River — «река-нож») — река в Северной Дакоте (США), правый приток Миссури. Длина — 193 км.
Берёт начало на западе Северной Дакоты, в горах Килдир, в округе Биллингс. Течёт на восток, и около города Бьюла принимает слева реку Спринг-Крик, свой крупнейший приток. Впадает в Миссури к востоку от Стэнтона, в Национальном историческом заповеднике индейских деревень Найф-Ривер.

## Бассейн

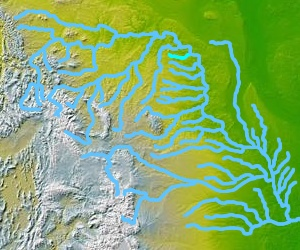
Река Найф на схеме бассейна Миссури

- Найф
  - Литл-Найф (англ. Little Knife River) — (л)
  - Крукед-Крик (англ. Crooked Creek) — (п)
  - Дип-Крик (англ. Deep Creek) — (п)
  - Бранч-Найф (англ. Branch Knife River) — (п)
  - Браш-Крик (англ. Brush Creek) — (п)
  - Спринг-Крик[англ.] (англ. Spring Creek) — (л)
    - Гамбо-Крик (англ. Gambo Creek) — (л)
    - Мёрфи-Крик (англ. Murphy Creek) — (п)
    - Норт-Крик (англ. North Creek) — (л)

  - Оттер-Крик (англ. Otter Creek) — (п)
  - Брейди-Крик (англ. Brady Creek) — (п)
  - Антелоп-Крик (англ. Antelope Creek) — (л)
  - Реймонд-Крик (англ. Raymond Creek) — (л)
    - Элм-Крик (англ. Elm Creek) — (л)

## Населённые пункты
- н. т. Маннинг[англ.] (англ. Manning)
- н. т. Маршалл[англ.] (англ. Marshall)
- г. Бьюла (англ. Beulah)
- г. Хазен[англ.] (англ. Hazen)
- г. Стэнтон (англ. Stanton)